# جولی نلسون (بازیکن فوتبال)
جولی نلسون (انگلیسی: Julie Nelson؛ زادهٔ ۴ ژوئن ۱۹۸۵) بازیکن فوتبال اهل بریتانیا است.
از باشگاه‌هایی که در آن بازی کرده‌است می‌توان به باشگاه ورزشی وستمانایا و باشگاه فوتبال زنان اورتون اشاره کرد.
وی همچنین در تیم ملی فوتبال Northern Ireland بازی کرده‌است.